# جيني ريان
جيني ريان (بالإنجليزية: Jenny Ryan)‏ هي مشهورة بريطانية، ولدت في 2 أبريل 1982 في بولتن في المملكة المتحدة.

## وصلات خارجية
- جيني ريان على موقع IMDb (الإنجليزية)
- جيني ريان على موقع قاعدة بيانات الفيلم (الإنجليزية)